# L'Ombre qui descend
Pour plus de détails, voir Fiche technique et Distribution.
L'Ombre qui descend (The Road to Glory) est un film américain réalisé par Howard Hawks, sorti en 1926.

## Synopsis
Judith, une jeune fille, devient aveugle après un accident...

## Fiche technique
- Titre : L'Ombre qui descend
- Titre original : The Road to Glory
- Réalisation : Howard Hawks
- Scénario : Howard Hawks et Gordon Rigby
- Photographie : Joseph H. August
- Pays d'origine : États-Unis
- Format : Noir et blanc - Film muet
- Genre : drame
- Date de sortie : 1926

## Distribution
- May McAvoy : Judith Allen
- Leslie Fenton : David Hale
- Ford Sterling : James Allen
- Rockliffe Fellowes : Del Cole
- Milla Davenport : Aunt Selma
- Carole Lombard (non créditée)